# 腎上腺素刺激劑
腎上腺素刺激劑（英語：Adrenergic agonist）指的是激發腎上腺素受體功能的藥物。
腎上腺素受體的主要分類有五種：α1、α2、β1、β2、和 β3。
腎上腺素的作用體（adrenergic agent）指的是擁有近似腎上腺素功能效果的藥物或物質。因此腎上腺素的作用體也是擬交感神經藥的一種。
又或者，它可能指的是被當成腎上腺素或其他與腎上腺素相似的物質，例如：生物受體(具體來說，就是肾上腺素受体)。